# Стівен Скшибський
Стівен Скшибський (нім. Steven Skrzybski) — німецький професіональний футболіст, нападник клубу «Гольштайн» (Кіль).

## Ранні роки
Народився Стівен 18 листопада 1992 року в столиці Німеччини Берліні. Там у 2001 році його прийняли в академію клубу «Уніон» (Берлін).

## Клубна кар'єра

### «Уніон» (Берлін)
Після вдалих виступів за дубль, потрапив в основну команду «Уніона», де він упродовж кількох сезонів був гравцем основи. Загалом за «Уніон» в національній лізі, Скшибський зіграв 136 матчів, в яких забив 29 голів.

### «Шальке 04»
29 травня 2018, «Шальке» оголосило про покупку 25-річного Стівена Скшибського у своєму Твіттері. «Я вболівав за Шальке, коли був дитиною. Сподіваюсь, я зможу відіграти свою роль в наступному успішному сезоні» — зазначив гравець після трансферу. Конкурентами Стівена за місце в старті стали Гвідо Бургшталлер, Євген Коноплянка, Брель Емболо, Марк Ут і Франко Ді Санто.